# Kuratienkirche Innerberg

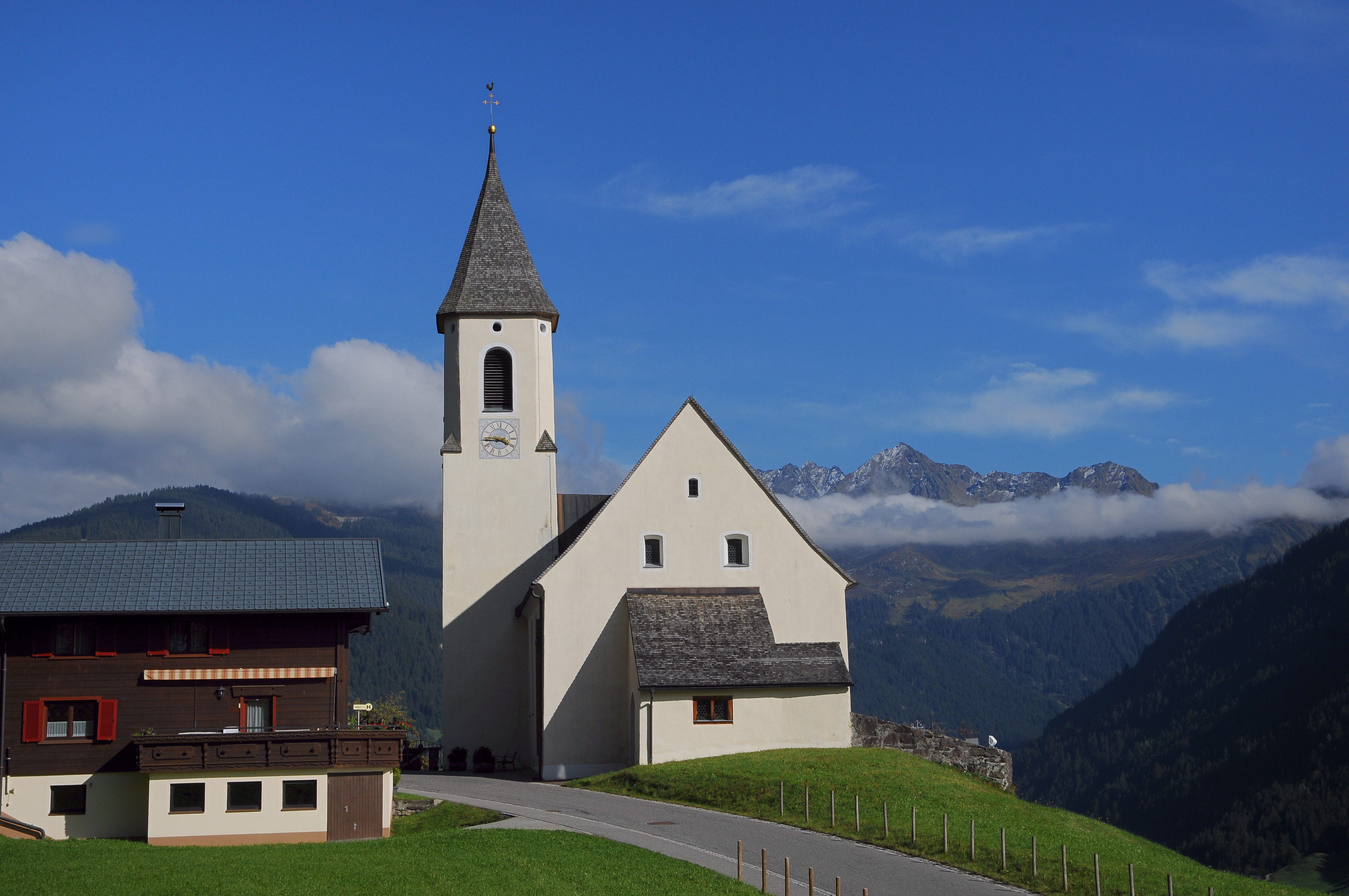
Kuratienkirche Innerberg

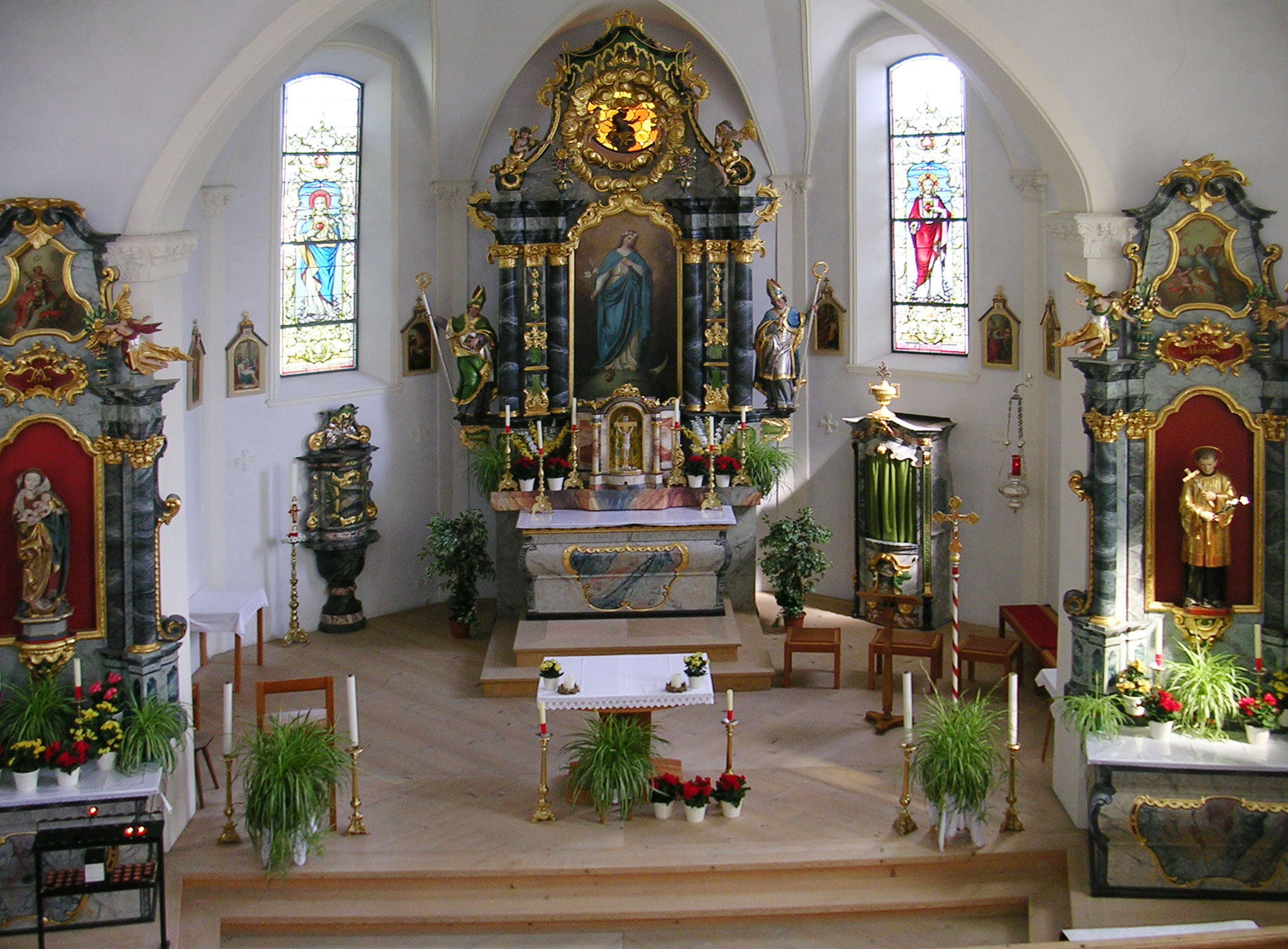
Kuratienkirche innen

Die Kuratienkirche zu Unserer Lieben Frau Mariä Unbefleckte Empfängnis ist eine römisch-katholische Kuratienkirche im Ortsteil Innerberg in der Gemeinde Bartholomäberg im Montafon.
Die Kirche liegt in der Ortsteilmitte von Innerberg auf einer Höhe von 1151 M. ü. A. und ist von einem ummauerten Friedhof umgeben. Unter der Kirche verläuft die Innerbergstraße, oberhalb der Mühleweg. Die Kirche ist mit dem Hintergrund der Drei Türme ein beliebtes Fotomotiv.
Die Filiale von St. Bartholomäus in Bartholomäberg war im Jahre 1791 eine Expositur, wurde im Jahr darauf neu errichtet und 1820 geweiht.
An dem spätbarocken Bau mit Langhaus und Chor unter einem gemeinsamen Satteldach steht beim Chor an der Nordseite ein Kirchturm mit einer achteckigen Glockenstube und einem Zeltdach. Das Langhaus hat an beiden Längsseiten je vier Flachbogenfenster. Der Chor hat in der Scheitelwand ein Kreisfenster. In der westseitigen Vorhalle sind ein Kriegerdenkmal und Gedenktafeln für die Kuraten Pankraz Mehr († 1814), Jakob Reheis († 1872) und Josef Anton Engstler († 1810).
Das Fresko Abendmahl im Chor wurde im Jahre 1910 von M. Heigel renoviert. Das Fresko im Langhaus Himmelfahrt Mariens aus 1792 ist von J. A. Klein. Weitere Fresken Hll. Ambrosius und Augustinus, Hll. Gregor und Hieronymus in den Zwickelkartuschen. Ein Kruzifixus aus 1792 ist von Klemens Witwer.
Die Glasmalerei im Chor aus 1901 nach einem Entwurf von J. Schnitzler wurde von der Vorarlberger Glasmalereiwerkstadt Dornbirn ausgeführt. Die Glasmalereien im Langhaus aus 1929 sind von der Tiroler Glasmalereianstalt.
Der Hochaltar mit Viersäulenaufbau aus 1792 hat ein Altarbild Immaculata aus dem 19. Jahrhundert. Die Figuren am Altar und der Empore und die Kreuzwegstationen sind von Andreas Kölle um 1740.
Die Kirche erhielt 1845 eine Orgel, welche danach mehrmals umgebaut wurde. Die jetzige Orgel von 1943 ist ein zweimanualiges Werk mit pneumatischer Traktur der Gebrüder Mayer, Feldkirch.